# Where Your Road Leads
Where Your Road Leads è il settimo album in studio della cantante statunitense Trisha Yearwood, pubblicato nel 1998.

## Tracce
1. There Goes My Baby (Annie Roboff, Arnie Roman) — 3:49
2. Never Let You Go Again (Gordon Kennedy, Wayne Kirkpatrick, Tommy Sims) — 3:17
3. That Ain't the Way I Heard It (Jamie O'Hara) — 3:48
4. Powerful Thing (Al Anderson, Sharon Vaughn) — 2:56
5. Love Wouldn't Lie to Me (Terry Radigan, Don Schlitz) — 3:47
6. Wouldn't Any Woman (Bob DiPiero, Michele McCord, Mark D. Sanders) — 3:25
7. I'll Still Love You More (Diane Warren) — 4:21
8. Heart Like a Sad Song (Roboff, Roman) — 3:19
9. I Don't Want to Be the One (Paul Brady, Carole King) — 4:04
10. Bring Me All Your Lovin' (Kenny Greenberg, Allison Moorer, Doyle Primm) — 5:08
11. Where Your Road Leads (Desmond Child, Victoria Shaw) — 3:26 - duetto con Garth Brooks